# Asceles opacus
Asceles opacus är en insektsart som beskrevs av Ludwig Redtenbacher 1908. Asceles opacus ingår i släktet Asceles och familjen Diapheromeridae. Inga underarter finns listade i Catalogue of Life.